# Gibson Thunderbird
Gibson Thunderbird (англ. Громова́я пти́ца) — электрическая бас-гитара, выпускаемая компанией Gibson.

## История
The Gibson Thunderbird впервые была представлена в 1963. В те времена Fender были лидерами производства и сбыта бас-гитар с момента выхода их Precision Bass двенадцатью годами ранее.
Thunderbird была спроектирована американцем Raymond H. Dietrich (Chrysler, Lincoln, Checker) совместно с гитарой Firebird, с которой она впоследствии получила схожесть в дизайне и названии.

## Дизайн и конструкция
Бас Thunderbird, как и Rickenbacker 4000 series, и как гитара Firebird, имели конструкцию со сквозным грифом, где дерево грифа проходило по полной длине корпуса, при том остальные фрагменты корпуса приклеивались в соответствующих местах.
В то время как предыдущие басисты, использовавшие инструменты Gibson имели в своём распоряжении короткую мензуру (расстояние струны от верхнего порожка до струнодержателя) длиной в 30½", басисты, игравшие на Thunderbird, получали мензуру длиной в 34", равную мензуре бас-гитар Fender.
В оригинале было две модели Thunderbird : Thunderbird II (один звукосниматель) и Thunderbird IV (два звукоснимателя).

### Non-Reverse Thunderbirds
В 1966 г. фирма Gibson изменила конструкцию и внешний вид Thunderbird. Оригинально Thunderbird, как и гитара Firebird, имели «реверсивный» корпус с уменьшенным верхним рогом и увеличенным нижним. В связи с судебным иском от Fender, из-за схожести с Fender Jazzmaster, корпус был изменён и назван нереверсивным.. Также, прочная, но дорогостоящая конструкция со сквозным грифом была заменена на традиционную для Gibson вклеенную. Нереверсивные Thunderbird выпускались до 1969 года, пока инструмент не был снят с производства. Несмотря на то, что было выпущено лишь небольшое количество нереверсивных Thunderbird, оригинальный реверсивный корпус сохраняет высокую ценность для коллекционеров.

## Перевыпуск 1976—1979
Thunderbird IV был перевыпущен в 1976 году как двухсотлетнее издание. Этот выпуск включал оригинальную форму корпуса и конструкцию со сквозным грифом. После двухсотлетнего издания Thunderbird продолжил выпускаться в привычной форме вплоть до 1979, когда выпуск его был прекращён.

## Текущие модели Thunderbird
Thunderbird IV был вновь поставлен на линию Gibson в 1987 и продолжает выпускаться в настоящее время.
Текущие официальные виды Thunderbird, выпускаемые Gibson, следующие:
- Thunderbird IV
- Thunderbird IV goth
- Thunderbird Studio

Все модели имеют по два звукоснимателя и реверсивные корпусы.
Текущий Gibson Thunderbird IV представляет собой сквозной гриф из 9 кусков красного дерева и ореха с прикреплёнными к нему «крыльями» из красного дерева.
Модели Gibson Thunderbird Studio имеют вклеенные грифы и выполнены целиком из красного дерева. Выпуск этой модели был закончен в 2007 году
Epiphone Thunderbird IV, бюджетная альтернатива моделям Gibson, имеет кленовый гриф с креплением на болтах и ольховый корпус.
Epiphone Goth Thunderbird — похожа на Epiphone Thunderbird IV, однако имеет корпус из красного дерева, чёрную матовую окраску и Кельтский крест, изображённый на корпусе.
Epiphone Thunderbird IV Ltd Edition, бюджетная альтернатива моделям Gibson, имеет кленовый гриф, прикрученный болтами к ольховому корпусу.
Басы Thunderbird' имеют очень мощные звукосниматели, которые несмотря на то, что являются пассивными, производят более сильный сигнал, чем многие активные басы, как например Fender Deluxe Jazz Bass. Также Gibson не продаёт сменных звукоснимателей для Thunderbird, так как Gibson заявляет, что они неразрушимы.

## Fenderbird
John Entwistle, басист The Who перешёл на бас Thunderbird IV в период 1971—1974, но был неудовлетворён грифом. Он купил несколько басов Thunderbird после того, как модель была снята с производства и разобрал их. Имея несколько корпусов, он привёл их к форме оригинала, прикрепил к ним грифы от Fender Telecaster Bass, и установил сохранившиеся детали.

## Gibson Blackbird
Gibson Blackbird была обработанной моделью Thunderbird, выполненной специально по заказам басиста Mötley Crüe Никки Сикса. В оригинале названая «Sixxbird», Blackbird производилась с 2000 по 2003. Она отличалась от Thunderbird IV следующими деталями:
- Накладка была сделана из чёрного дерева и имела метки на ладах в виде железных крестов.
- Захват «opti grab» был добавлен к обычному захвату Thunderbird.
- Единственным электронным контролем был одиночный выключатель для двух хамбакеров.
- Накладка на корпусе была создана специально для Blackbird
- Все железо на Blackbird было чёрным и хромированым.
- У Blackbird имеется плоско чёрная отделка.
- Звукосниматели были переименованы в звукосниматели 'Deep Sixx'.

## Музыканты, играющие или игравшие на Gibson Thunderbird/Blackbird
- Шаво Одаджян из System of a Down
- Никки Сикс из Mötley Crüe
- Gene Simmons из Kiss в 1974-1977
- Tom Hamilton из Aerosmith
- Саймон Гэллап из The Cure
- Krist Novoselic из Nirvana  в конце истории группы
- Adam Clayton из U2
- Kim Gordon из Sonic Youth
- Jared Followill из Kings of Leon
- John Entwistle из The Who
- Tom Petersson из Cheap Trick
- Tim Foreman из Switchfoot
- Grutle Kjellson из Enslaved
- Sandy Beales из One Direction
- Твигги Рамирез из Marilyn Manson